# Sherman (Wyoming)
Sherman ist eine ehemalige Stadt im Albany County, Wyoming, USA. Sherman lag 19 Meilen (31 km) südöstlich von Laramie in den Laramie Mountains und war nach dem Bürgerkriegsgeneral William T. Sherman benannt. Von den 1860er Jahren bis 1918 befand sich die Stadt am höchsten Punkt der ersten transkontinentalen Eisenbahn auf einer Höhe von 2514 m (8247 Fuß).
Die Stadt wurde aufgegeben, nachdem die Union Pacific Railroad ihre Gleise nach Süden verlegt hatte, wo sie über einen Scheitelpunkt namens Sherman Summit oder Sherman Hill Summit etwa 7,5 Meilen (12,1 km) südsüdöstlich der ehemaligen Stadt führten.
Bevor die Stadt Sherman genannt wurde, hatten die Bautrupps der Union Pacific das Gebiet Lone Tree Pass und Evans Pass genannt, letzteres zu Ehren von James A. Evans, der die Gegend nach einer kürzeren Route durch Wyoming als die früheren Routen über den South Pass durchsucht hatte. An der Stelle der ursprünglichen Ortschaft Sherman befindet sich immer noch das Ames Monument, das 1880 von der Eisenbahngesellschaft errichtet wurde, um den ursprünglich höchsten Punkt der Bahnlinie zu markieren.
Über den Sherman Summit oder Sherman Hill Summit verläuft auch die heutige Interstate 80. Auch sie hat hier ihren höchsten Punkt zwischen San Francisco und Teaneck in New Jersey. Etwas südwestlich davon verlief der frühere Lincoln Highway sowie sein Nachfolger U.S. Highway 30. Hier stand einst eine riesige Bronzebüste von Abraham Lincoln; sie wurde auf den Sherman Summit verlegt.